# 脳内モルヒネ
「脳内モルヒネ」は、日本のバンドPIERROTの、メジャーで発売された14枚目のシングル。

## 概要
- インディーズ時代の楽曲の再録音。
- CD-EXTRA仕様 「Labyrinth〜鏡には映らない君が〜」のライブ映像を収録。

## 収録曲
1. 脳内モルヒネ
(作詞：キリト　作曲：アイジ)
2. Labyrinth〜鏡には映らない君が〜(Live at“ATTACK[to]THEFREEDOM”SAITAMA-SHI BUNKA CENTER 2003.9.30) 
(作詞：キリト　作曲：潤・アイジ)